# Костомар (Костанайський район)
Костома́р (каз. Қостомар) — село у складі Костанайського району Костанайської області Казахстану. Входить до складу Айсаринського сільського округу.
Населення — 629 осіб (2021; 833 у 2009, 773 у 1999, 654 у 1989).
До 2018 року село називалось Семеновка.